# Clase Bellerophon

La Clase Bellerophon, consistía de tres navíos, mandados a construir entre 1906 y 1907 por la Marina Real Británica. Las tres naves de la clase Bellerophon y la subsecuente clase St. Vincent, eran parecidos al HMS Dreadnought. La clase Bellerophon, visualmente era idéntica al HMS Dreadnouhgt, a excepción de un segundo mástil en trípode.

## Naves de esta Clase

### HMSBellerophon
- Construido: Portsmouth Dockyard. Portsmouth, Inglaterra
- Botado: 7 de julio de 1907
- Asignado: 20 de febrero de 1909
- Final: Desarmado 8 de noviembre de 1921 y desechado

### HMSSuperb
- Construido: Armstrong Elswick Works. Newcastle-on-Tyne, Inglaterra
- Botado: 7 de noviembre de 1907
- Asignado: 9 de junio de 1909
- Final: Desarmado 12 de diciembre de 1923 y desechado

### HMSTemeraire
- Construido: Devonport Dockyard. Plymouth, Inglaterra
- Botado: 24 de agosto de 1907
- Asignado: 15 de mayo de 1909
- Final: Desarmado 7 de diciembre de 1921 y desechado